# Edeltraut Klapproth
Edeltraut Klapproth, geborene Gathmann (* 13. Juni 1909 in Dillingen/Saar; † 8. September 2005 in Karlsfeld, Landkreis Dachau), war eine deutsche Kunstmalerin.

## Leben
Die Familie ihres Vaters Otto Gathmann lebte ab 1917 in Karlsfeld, wo Edeltraut in jungen Jahren mit der Malerei begann. Sie heiratete 1931 in Allach in ihrem Elternhaus (heute bekannt als das „Kurthaus“) Erich Klapproth (1894–1945), einen Angehörigen der Schwarzen Reichswehr, der am 26. März 1927 wegen seiner Fememorde im Auftrag von Oberleutnant Paul Schulz zum Tode verurteilt war, und am 13. Februar 1928 zu lebenslanger Haft begnadigt wurde.
Edeltraut heiratete Erich Klapproth 1931, der durch seine Verbindung zur „Schwarzen Reichswehr“, zum Volkshelden wurde. In Haft erhielt er zahlreiche Briefe von damaligen Verehrerinnen, entschied sich aber für Edeltraut, diese er bis dahin nur durch geschriebene Zeilen kannte, ihre Korrespondenz ihn aber am meisten beeindruckte. Sie berichteten vom taeglichen Leben und Werden am Gutshofs ihrer Eltern, mit dem er sich gut als Landwirtssohn identifizieren konnte. Als er aus der Haft entlassen wurde, machte dieser sich sofort zum Hofe der Gathmanns auf, um nach kurzer Zeit um Edeltrauts Hand anzuhalten. Beide zogen 1939 nach Ostpreußen, wo Erich nach dem zum Kreisleiter der NSDAP aufstieg und eine große Landwirtschaft und Fischerei in Sejny übernahm, das er von Willhelm Canris zugesprochen bekam. Die Klapproths hatten acht Kinder, 2 in Allach, 3 in Berlin, 3 in Sejny/Polen. Der aelteste Sohn Hartmut, ein leidenschaftlicher Bergsteiger kam 1953 mit 21 Jahren tragisch bei einer Alpen Besteigung ums Leben. Im April 1945 kam der Einmarsch der Amerikaner, welcher auch in der Auflage von 2014 „Kriegsende und Nachkriegszeit in Karlsfeld“, beschrieben wird. Ihr Ehemann löste kurz vor dem Einmarsch des 42. und 44. der 7. Amerikanischen Infanteriedivision Ende April 1945 in Allach den am 28. April 1945 von seinem Stellvertreter Johann Hohenleitner erschossenen Leiter des Volkssturms Erich Spahn (1896–1945) in dessen Funktion ab. Erich Klapproth wurde am 3. Mai 1945 unter angeblichem Kommandos Hohenleitners im Hause seiner Schwiegereltern in Karlsfeld von 5 stark bewaffneten SS Männern umzingelt und von zwei Nazi Hilfskommissaren auf heimtückische weise ermordet. Dieser brutale Mord geschah vor den Augen seiner acht Kinder, Ehefrau und Schwiegereltern. Es kam zur Festnahme und Anklage von Hohenleitner und der beiden Attentäter wegen heimtückischen Mordes. 1955 kam zu einer spektakulären Gerichtsverhandlung. Erich Klapproth stand zur Zeit seines Mordes unter dem Schutz des Amerikaner, die ihn in einem Militär-Jeep am Tage seines Mordes nach Hause brachten. (Festgehalten von der Abendzeitung; Gerichtsdokumente: 1. Bundessenat Verhandlung 1955).
Nach vielen harten Nachkriegsjahren und dem großziehen ihrer acht Kinder in Karlsfeld, begann Edeltraut Klapproth wieder mit dem Malen, der Anlass war ein Malkasten, den sie von ihrer ältesten Tochter Waldis zum Geburtstag geschenkt bekam. Edeltraut malte hunderte Bilder und gab mit Hilfe ihrer Tochter Gudrun viele Galerien. „Sie ist die fleissigste und eine der begabtesten Malerinnen unserer Zeit“, Zitat von Waldis Kalusek. Sie war Gründungsmitglied des Karlsfelder Kunstkreises, malte bis in ihre achtziger Jahre. Ihr Grund die Malerei langsam zu beenden war: „Meine Hände beginnen nicht mehr so mitzumachen.“ Edeltraut malte überwiegend Landschaftsbilder, hatte aber auch großes Talent mit Porträts von ihrer Familie, eines ihrer Lieblingsmodelle war ein Bild von Erich in seinen späteren Jahren. Sie gab 1972 ihre erste größere Ausstellung und erlangte Bekanntheit im gesamten süddeutschen Raum. Edeltraut Klapproth gab mehrere Fernsehinterviews, vor allem mit dem Bayerischen Rundfunk. Sie veröffentlichte drei selbst illustrierte Bücher, die bereits vergriffen sind. Ab 2000 lebte Klapproth im Caritas-Altenheim St. Josef. 
Klapproth erhielt die Bürgermedaille der Gemeinde Karlsfeld und war Ehrenmitglied des örtlichen Kunstvereins. In Karlsfeld wurde 2008 eine Straße nach ihr benannt. Die dortige Birkenstraße trägt seit circa 1937 diesen Namen, benannt nach den von ihrem Vater entlang des Zufahrtswegs zum früheren Grundstück gepflanzten Bäumen.

## Veröffentlichungen
- Die Welt meiner Bilder, Karlsfeld, Fauna-Verlag.
- Der Schafmeister und andere Berichte aus alter Zeit, Michler-Verlag, Frankfurt am Main 1989.
- Am Unterlauf der Würm, Karlsfeld, Fauna-Verlag, 1992.